# Ivan Kolarič
Ivan Kolarič, slovenski rimskokatoliški duhovnik in pesnik, * 6. maj 1869, Gorišnica, † 3. julij 1894, Dramlje.

## Življenjepis
Kolarič je končal nižjo gimnazijo na Ptuju, višjo pa je od leta 1866 do 1889 obiskoval v Ljubljani, nato je v Mariboru študiral teologijo in bil leta 1893 posvečen v duhovnika ter poslan za kaplana v Dramlje.

## Literarno delo
Kolarič je napisal in objavil je nekaj preprostih lirskih pesmi, ki so v letih 1893 in 1894 izšle pod psevdonimom Ogin Davorinov v LZ, ter pod psevdonimom Rukalski v Vrtcu in Vesni (1886,1894).